# Manuel Coronado Aguilar
Manuel Coronado Aguilar (n. Guatemala; 28 de febrero de 1895 - f. Burlingame, Estados Unidos; 9 de abril de 1982) fue un abogado, numismático, historiador y escritor guatemalteco. Formó parte de la «Generación del 20» de Guatemala. En 1924 se casó con Mercedes Arce y Valladares.

## Biografía
Estudió en el Instituto Nacional Central para Varones de donde se graduó de Bachiller en Ciencias y Letras en 1914.  Luego ingresó a la Escuela Facultativa de Derecho y Notariado de la Universidad Nacional.  Defendió su tesis en marzo de 1920, en la entonces «Universidad Estrada Cabrera», y como la misma versaba sobre la autonomía de las municipalidades de Guatemala, esto le ganó una reprimenda del entonces presidente de Guatemala, licenciado Manuel Estrada Cabrera. El 9 de abril fue asesinado José Coronado Agular como parte de la resistencia de Estrada Cabrera a entregar el poder a las fuerzas del Partido Unionista; tras la caída del gobernante el 14 de abril, Manuel Coronado entabló un juicio contra éste por la muerte de José y consiguió que lo condenaran a 7 años y medio de prisión por ser el autor intelectual del crimen.
El ejecutor material de ese crimen fue Virgilio Valle, quien debía singulares favores José Coronado. Al saber Roberto Isaac Barillas de este asesinato y de su autor, lo buscó y lo asesinó cerca del puente de La Barranquilla. Vuelta la calma a la ciudad, Coronado Aguilar visitó a Isaac Barillas en la Penitenciaría Central de Guatemala, para darle las gracias por este hecho.
En mayo de 1920 el gobierno de Carlos Herrera y Luna designó a Coronado Aguilar para desempeñar el cargo de juez sexto de primera instancia de Guatemala. Pocos días después Roberto Isaac lo invita a la Penitenciaría para felicitarlo. Coronado Aguilar solicitó al jefe del penal que procure el nombramiento de Isaac, para servir de guardia a los «reos presos», que diariamente concurren a los tribunales de justicia. Roberto Isaac fue el «capataz» de sus compañeros y fue modelo de capataces. Luego, en febrero de 1921 fue nombrado juez en el departamento de Escuintla pero tuvo que renunciar por presiones políticas el 22 de agosto; luego fue nombrado diputado constituyente de la República Federal de Centroamérica y viajó a Tegucigalpa, Honduras.
En enero de 1922, entregó el cargo de diputado que tenía en la Federación Centroamericana y regresó a Guatemala debido a que la Federación se disolvió. El 17 de febrero de ese año, después del golpe de Estado del general José María Orellana, Coronado Aguilar fue encerrado en la bartolina número quince del segundo callejón en la Penitenciaría Central, junto con José Azmitia, Marcial García Salas, Francisco Fajardo, y Luis O’Meany durante siete días. El carcelero particular de estos prisioneros políticos fue un homicida, jutiapense de apellido Virula y su guardia de seguridad fue Roberto Isaac, quien tenía su «domicilio» cerca de El Triángulo -una amplia bartolina situada entre el patio de las letrinas y «el callejón de los políticos»-. Isaac habló con Coronado Aguilar frecuentemente y hasta le proporcionó un envase de lata para beber agua cuando se dio cuenta de que los presos recibían en las manos su ración de comida. También le daba recados escritos que su madre le enviaba al penal.
El 25 de noviembre de 1924 se casó con Mercedes Arce y Valladares con quien procrearon tres hijos: Concepción, Mercedes y Manuel; y, luego adoptaron adoptan a Anamaría, -hija de su hermana María quien falleció después del parto-. 
En 1931 laboró como asesor jurídico y jefe del Departamento Jurídico del The Pacific Bank and Trust Co. de Guatemala y luego fuennombrado como liquidador oficial del mismo.  En 1935 Coronado Aguilar fue nombrado numismático experto, y desde entonces fue parte fundamente de la Sociedad Filatélica y Numismática de Guatemala de la que fue presidente entre 1936 y 1945; en 1936 también fue nombrado como catedrático de la Faculta de Derecho de la Universidad Nacional.
El 30 de julio de 1944, durante la presidencia provisional del general Federico Ponce Vaides, fue capturado por haber firmado una hoja volante pidiendo la destitución de funcionarios de gobierno y diputados ubiquistas; pero salió libre el 5 de agosto. En 1945 fue acusado de participar en un complot en contra del presidente de Guatemala, Dr. Juan José Arévalo y salió al exilio voluntario hacia San Francisco, Estados Unidos, ya que era práctica común durante el gobierno del Dr. Arévalo que los opositores fueran exiliados. Durante su exilio, laboró como Past-Store-Keeper del Concordia Argonaut Club y también entrevistó al también exiliado expresidente general Jorge Ubico Castañeda en Nueva Orleans, Louisiana en 1946. En junio de 1947 participó en la Décima Octava Convención Anual Rotaria Internacional en San Francisco como representante del Club Rotario de Bluefields, Nicaragua.
Tras la caída del gobierno del coronel Jacobo Arbenz, regresó a Guatemala, en 1955 después de “8 años, 9 meses, 20 días y 4 horas de exilio en total” y en 1958 se inscribió en el Colegio de Abogados y Notarios de Guatemala, asignándosele el número 741.   En 1965 ingresó a la Sociedad de Geografía e Historia de Guatemala.
Como miembro activo de la Sociedad de Geografía e Historia de Guatemala participó en la Comisión para el rescate del Archivo General de la Nación y publicó una moción para lograr dicho salvamento. Y el 15 de agosto de 1976 participó en la reunión de sobrevivientes de la “Generación del 20”.

## Muerte
Falleció el 9 de abril de 1982 en la ciudad de Burlingame, California (EE. UU.) y en 1992, por disposición testamentaria de Coronado Aguilar su familia donó un lote de aproximadamente mil volúmenes de su colección privada al Museo Nacional de Historia de Guatemala, el cual designó su biblioteca y centro de Documentación, con el nombre de “Licenciado Manuel Coronado Aguilar”, en ocasión de conmemorar el Primer centenario de su nacimiento en 1995.

## Obras publicadas

### Libros y ensayos
- «Juicio crítico a la letra del Himno Nacional» (1929)
- «Atavismo» (autobiográfico; 1938)
- «El descubrimiento de América» (ensayo; 1940)
- «Apuntes de derecho» (notas de clase; 1940)
- «Retazos de la vida. Coram veritate»[Nota 8] (1942)
- «Curso de derecho procesivo penal» (1943)
- «Influencia de España en Centro América» (ensayo; 1943)
- «Memorias del General Ubico» (folleto en un periódico de Nueva Orleans; 1951)
- «El Año 2001» (1959): Coronado Aguilar detestaba al presidente guatemalteco Juan José Arévalo (1945-1951) y en esta novela lo acusa de imponer la “ley mordaza” a la prensa y de conculcar los derechos de la iglesia católica.[8] Coronado Aguilar era conservador y como tal, admirador de Rafael Carrera y opositor de los liberales y revolucionarios, por haber expulsado y mantener fuera del país a las órdenes monásticas regulares; de hecho la Constitución de Guatemala del 11 de marzo de 1945, emitida pocos meses antes de que Arévalo tomara posesión, dice en su artículo 32 dice: «Se garantiza el derecho de asociación para los distintos fines de la vida humana, conforme a la ley. Se prohíbe el establecimiento de congregaciones conventuales y de toda especie de instituciones o asociaciones monásticas,[Nota 9] así como la formación y el funcionamiento de organizaciones políticas de carácter internacional o extranjero. No quedan incluidas en esta prohibición, las organizaciones que propugnen la Unión Centroamericana o las doctrinas panamericanas o de solidaridad continental».[9]
- «Historia política de Centro América» (1960)
- «La convicción de un seglar» (ensayo; 1961)
- «La Divina Eucaristía a través de la historia» (ensayo; 1964)
- «El general Rafael Carrera ante la historia» (1965)
- «Apuntes histórico-guatemalenses» (1975)

### Artículos
- «Roberto Isaac (a) Tatadios ha muerto» (21 de marzo de 1968)[10]
- «Así murió el general J. Rufino Barrios» (29 de marzo de 1968)
- «La estampilla postal de nuestra señora del coro» (septiembre de 1968)
- «Ante la imagen de “La Piedad”, obra del escultor José Nicolás» {noviembre de 1968)[11]
- «José Nicolás, gloria del arte español-guatemalteco» (1969)
- «Semblanzas» (1974)
- «Algo sobre la caricatura en Guatemala» (octubre de 1974)

## Información adicional
- En 1941 compuso ocho piezas musicales para marimba.[4]
- En 1958 el periodista Macrino Blanco Buezo lo entrevistó y luego publicó su conversación con Coronado Aguilar en el folleto «Recuerdos de un coleccionista / Monedas viejas que valen millones».
- En julio de 1973. el escritor y periodista José Luis Cifuentes le efectuó una entrevista, y luego la publicó con el título «Manuel Coronado Aguilar, coleccionista de monedas de fama internacional».
- El 23 de octubre de 1974 lo entrevistó el periodista Gabriel quien publicó «El arte numismático de don Manuel».